# 丹後杜氏

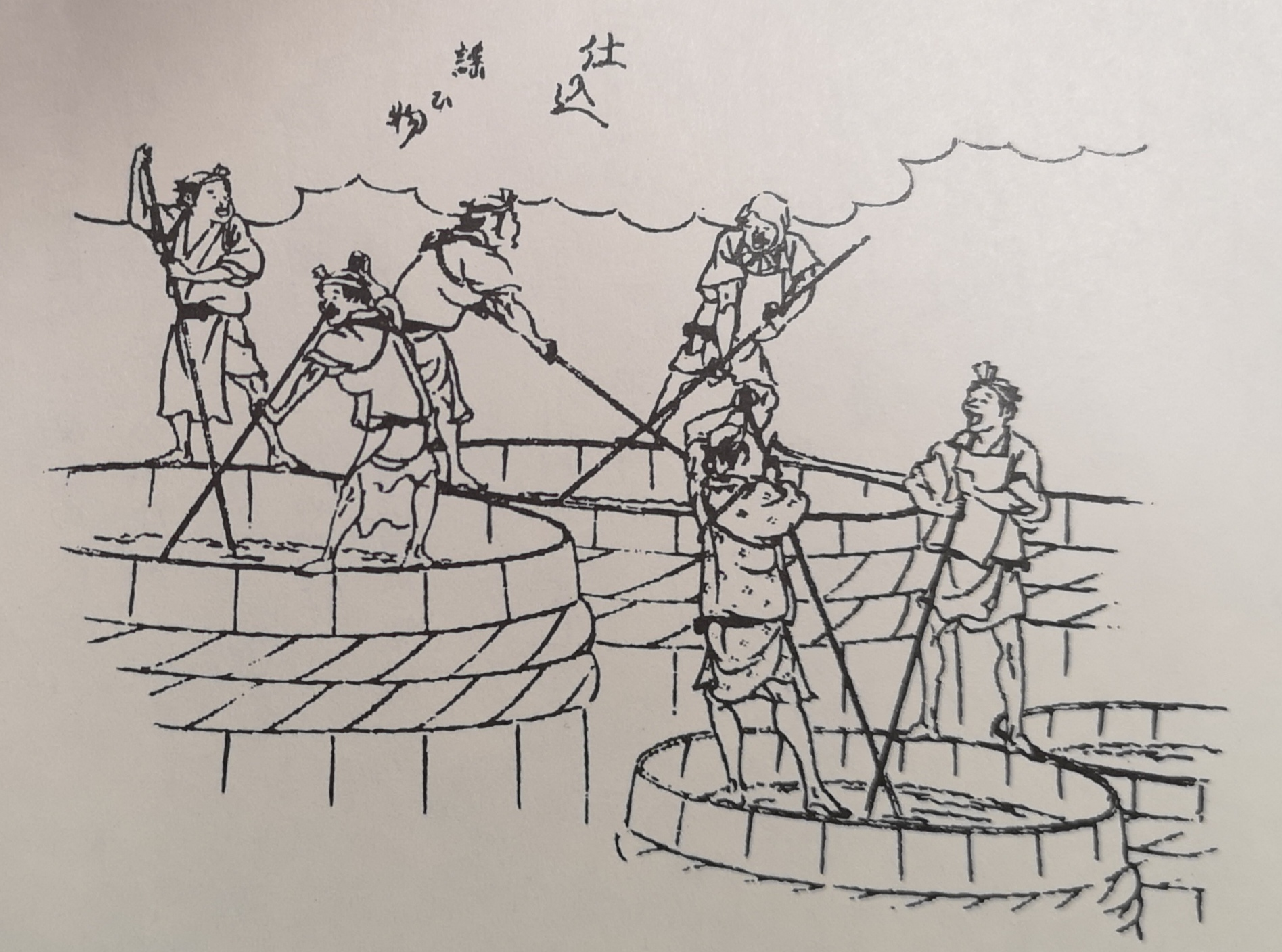
『日本酒造り唄集』（1935年）に描かれた「仕込み」の様子

丹後杜氏（たんごとうじ）は、京都府北部の丹後地方出身の杜氏集団である。宇川地域の出稼ぎ労働者に端を発することから「宇川杜氏」とも呼ばれた。
江戸時代に、農閑期の冬に農家の男性が従事した酒蔵への出稼ぎ労働にはじまり、全盛期には約400人の丹後杜氏が近畿や北陸地方などの酒蔵で活躍した。なかでも多くの丹後杜氏が酒造りに携わった伏見においては、丹後杜氏から伏見杜氏組合長を輩出した歴史もあり、その功績を後世まで称えている。丹後杜氏組合は後継者不足から2005年に解散した。
なお、「杜氏」とは本来は酒造りの技術集団の頭領のことをいうが、技術集団を語る場合は酒造所で働く人々を総称して「（地名）杜氏」と言う場合があり、文献においてもどちらの意で丹後杜氏と記されているものか判然としない。そのため、本項目においても「杜氏」という言葉の対象が頭領を意味するのか蔵人も含めた職人全般を意味するのか、明確には区別できない箇所があることを注記しておく。

## 特徴
他地域の杜氏同様、丹後杜氏は「農閑期を利用した農民」であることが、丹後杜氏の大きな特徴とされる。その多くが旧丹後町東部の宇川地方の出身者であったことから、古くは「宇川杜氏」と呼ばれた。宇川の基幹産業は主に稲作をはじめとする農業と、但馬牛の流れを汲む宇川牛を飼育した畜産にあったが、全般に零細で、特に農閑期の冬は、交通事情が改善される近年まで、積雪により冬籠りを余儀なくされたため、この間の3～4ヵ月ほどを「百日稼ぎ」と称する出稼ぎに充てることで糊口を凌いできたのが丹後杜氏である。丹後杜氏は、量的な規模としては越後杜氏、丹波杜氏、但馬杜氏などと比べるとはるかに小規模であるものの、歴史は古く、伏見の名酒を生み出す技術は高く評価された。
酒造りにも丹後杜氏独特とされる醸造手法の特徴があり、「丹後流」と称される。ひとつは麹を若めで使用することで、味は「おっとりと甘うまく」、少し白っぽい色合いになる。同じ流儀を受け継ぐ越前・能登・広島等の杜氏組でも、麹はひながし（老麹）を使用しており、若麹を使用するのは丹後流の特徴といわれた。また、酛を作るのに「蒸（米）・麹・水をハンギリで潰す」のも丹後杜氏独特の用法であった。

## 歴史

### 丹後地方からの酒造出稼ぎ人数の推移
| 1921年（大正10年） | 256人 |
| 1939年（昭和14年） | 412人 |
| 1954年（昭和29年） | 260人 |
| 1960年（昭和35年） | 346人 |
| 1963年（昭和38年） | 251人 |
| 1965年（昭和40年)  | 370人 |
| 1966年（昭和41年)  | 356人 |
| 1967年（昭和42年)  | 300人 |
| 1968年（昭和43年)  | 290人 |
| 1969年（昭和44年)  | 269人 |
| 1970年（昭和45年)  | 251人 |
| 1974年（昭和49年)  | 238人 |
| 1976年（昭和51年)  | 208人 |
| 1977年（昭和52年)  | 151人 |
| 1978年（昭和53年)  | 210人 |
| 1979年（昭和54年)  | 186人 |
| 1980年（昭和55年)  | 177人 |
| 1981年（昭和56年)  | 168人 |
| 1982年（昭和57年)  | 160人 |

丹後杜氏組合資料より

### 背景
丹後地方の出稼ぎの歴史は京都府の他の地域と比較して古く江戸時代以前に遡り、かつては丹後半島全域から多くの農夫が出稼ぎに出た。山間部の集落からの出稼ぎがとくに多く、なかでも丹後町と伊根町のバス路線からも遠く離れた山村集落では20世紀半ばまで多くの者が出稼ぎに出かけた。行先は口丹波、伏見、山城、摂津、大和と近畿地方の広域に及び、近畿以外では金沢にもその記録が残る。
出稼ぎ労働の発祥当時の文献は残されておらず、伝承によれば、寛政年間（1789～1800年）に奈良方面に出向いて寒天づくりを担ったことが知られている。しかし、寒天づくりの労働期間は12月上旬から2月下旬までで、3月末まで雪に閉ざされる宇川の長い冬に比べると短かった。そのためこの出稼ぎ労働は長くは続かず、より長期間収入を得られる酒造りの出稼ぎ労働へ移行していった。1799年（寛政11年）の『日本山海名産図会』では、旧暦7月24日の愛宕祭りにあわせて蔵入りする習慣があったことを「酒屋の雇人、此日より百日の期を定めて抱へさだむるの日にして、丹波丹後の困人多く幅奏するなり」と記録している。こうして酒蔵への出稼ぎは「百日稼ぎ」と称されるこの地方の男性の慣行となった。江戸時代の伝承では、宇川から離れた網野町磯の辺りにも酒造出稼ぎの慣習があったことがわかる。

### 米踏み労働

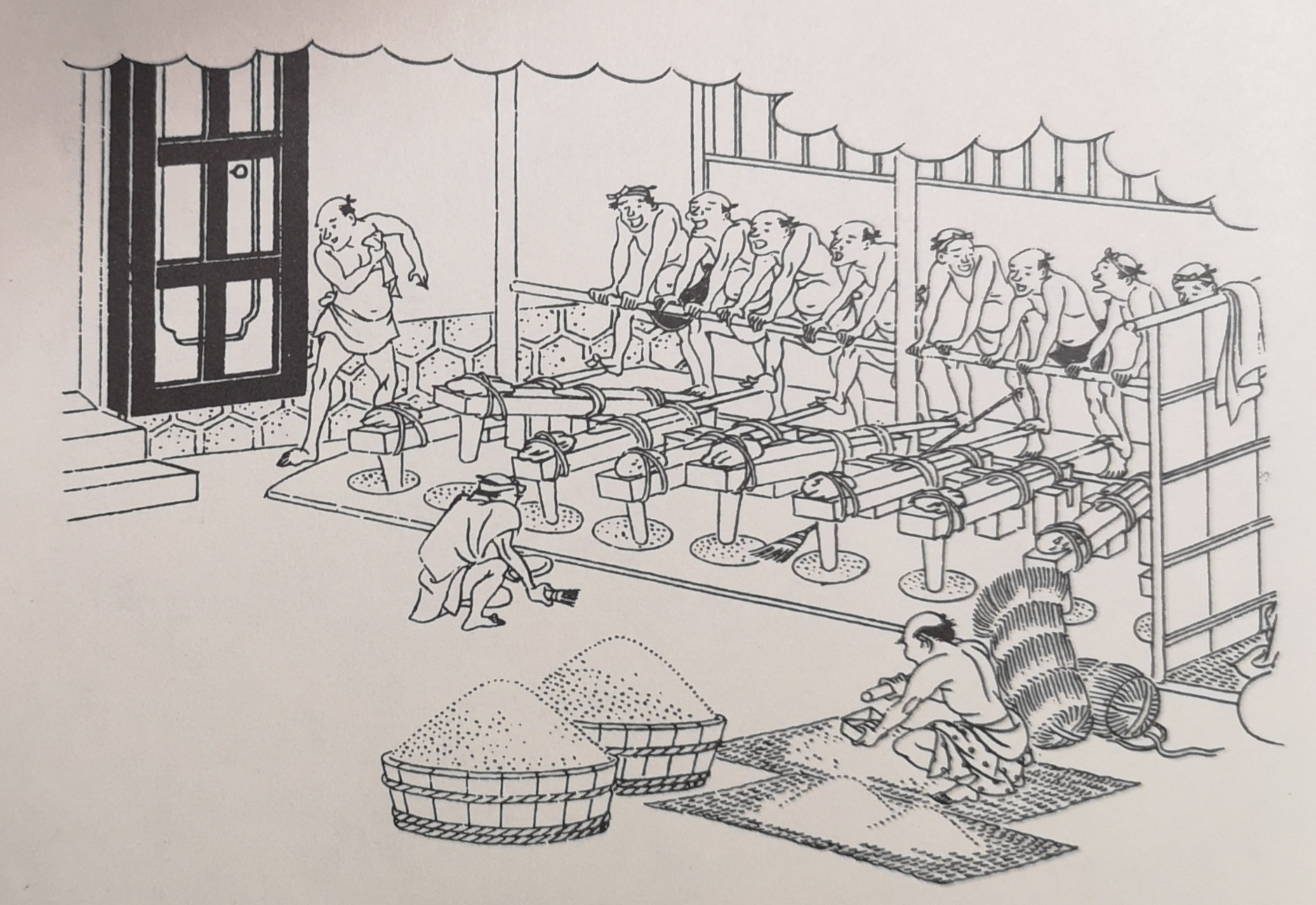
『日本酒造り唄集』（1935年）に描かれた「米踏み」の様子

丹後杜氏の発祥地であり、とくに多くの丹後杜氏が活躍した場は、伏見地方である。『伏見酒造組合誌』によれば、宇川地方の出稼ぎ労働者が最初に伏見に入ったのは江戸時代中期とみられる。1778年（安永7年）には丹後出身の出稼ぎ者に職場を紹介する丹後宿が形成されており、この宿の由来によれば当時の伏見酒蔵への出稼ぎ労働者は丹後、越前、丹波、広島の者が多かった。天保年間（1830～1843年）には「丹後勝」と呼ばれた小脇村出身の剛力者が、「確屋（うすや）」あるいは「唐臼屋」とも呼ばれた米踏み労働者として伏見へ出稼ぎに出向いていたことが特に記録される。
初期の酒蔵出稼ぎ者が従事した米踏作業は、唐臼で米を精米する単純な肉体労働で、そうした季節労働者の待遇は酒造り唄に「酒屋百日 乞食より劣る 乞食寝もすりや 楽もする」と歌われたように、言語に絶するものであった。冬の数カ月の出稼ぎで寝具を与えられることもなく、米俵が安眠の場所であったといい、「五ツ ごっそり這い出す 臼や（確屋）の寝床」とも歌われた。1886年（明治19年）頃に奈良の大和地方の酒蔵に出稼ぎに出たという丹後町鞍内出身者は当時の思い出を「ただ 足だけ動きゃあて きょうも あしたも あさっても 明けても暮れても 真白になって 六銭のやしい ききゃだ いうて（ただ足だけ動かして、毎日朝から晩まで 六銭の安い機械だと言われて）」と言葉少なに語っている。
やがて水車を動力として精米が行われるようになったことは酒蔵にとっても一大転機で、人間機械に等しかった米踏労働者の様相は一変した。長く出稼ぎをしてきた丹後出身者のなかには、米踏作業が主であった時代から蔵人として経験を積んでいた者もいたが、多くの者はこの時期に単純な頭数から酒造りの職人として進出するようになったと考えられている。伏見近郊で比較的早い時期、江戸時代の半ばから杜氏として酒造りに関わるようになった者は、越前杜氏の指導を受けて酒造りを覚えた。また、池田市辺りの酒蔵で学んだ者の中には丹波杜氏に師事した者もいたと伝えられる。
なお、伏見においては明治初年から大正期にかけて、京都疎水の落差を利用した水車動力による精米所が軒を連ねるようになっていた。1915年（大正4年）に電動力が導入されると、多くの酒造家は自家製米を行うようになったため、やがて水力精米所はすべて姿を消した。伏見に次いで多くの丹後杜氏が出稼ぎに赴いた大和方面における水車動力の導入は、これよりやや遅かった。

### 酒造りへの進出

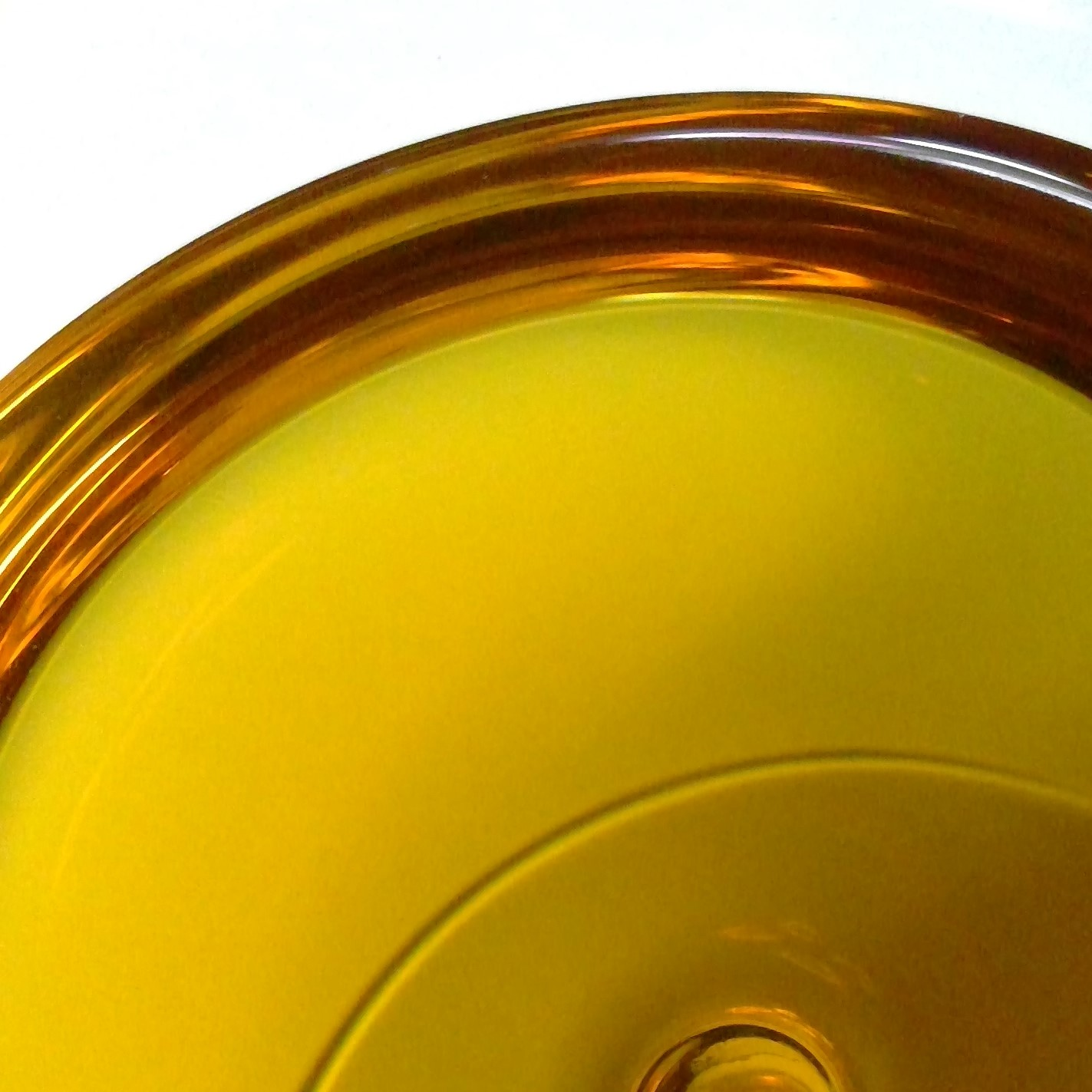
江戸時代の酒造りの手法を再現して醸造された日本酒「タイムマシーン1712」

杜氏として、宇川出身者の酒造りの技量が注目されるようになったのは、伏見においては江戸時代末期、文久-慶応年間（1861年-1868年）の頃である。当時20余名の宇川出身の蔵人が伏見地方で酒造りに携わったほか、南山城や大和方面にも進出し、1881年（明治14年）頃には50名以上、明治末期から大正初期には300名以上が酒造りに従事して丹後杜氏の全盛期を築いた。
伏見では、鳥羽・伏見の戦いで多くの酒蔵が焼失し、復興には10年以上を要した。確実な販路を得たのは1877年（明治10年）以降であり、質量ともに充実し名声を高めたのは1889年（明治22年）に鉄道での流通が可能になったことによる。当時の伏見の杜氏は過半数が越前杜氏で、次いで丹後杜氏が多数だった。伏見の酒蔵に従事した丹後出身の杜氏及び蔵人は、公的な記録に残されているだけでも1921年（大正10年）の時点で102人、1939年（昭和14年）には385人（うち杜氏46人）、1954年（昭和29年）には300人（うち杜氏25人）、1976年（昭和51年）には193人（うち杜氏15人）おり、いつの時代においても丹後杜氏総数の約半数を占めた。明治時代末期から昭和初期には、伏見地方の醸造業界を牛耳ったとも揶揄される発展を遂げた。記録に残る1913年（大正2年）から1969年（昭和44年）にかけて、伏見酒造組合における歴代の丹後杜氏組合員検査立合人表彰者は、42回38名を数える。
太平洋戦争中には、大陸に多くの日本人が渡ったことから、現地での日本酒の需要に応じて出稼ぎ先の酒蔵から満州に派遣された丹後杜氏もいた。

### 出稼ぎ労働の変容
| 年       | 49歳以下の人数(%) | 50歳以上の人数(%) |
| -------- | ----------------- | ----------------- |
| 昭和38年 | 89                | 11                |
| 昭和53年 | 38                | 62                |
| 昭和54年 | 32                | 68                |
| 昭和56年 | 26                | 74                |
| 昭和57年 | 23                | 77                |

質的な変化や量的な高まりは1955年（昭和30年）以後にみられる。戦前まで、出稼ぎに出る者は経営耕地が30アール以下の零細農家の次男三男や未婚の女子が中心で、男子は酒蔵に、女子は機屋に赴くのが主であった。しかし1955年（昭和30年）以降は世帯主の出稼ぎが多くなり、一例を挙げれば1968年（昭和43年）の伊根町からの出稼ぎ者214名のうち78パーセントにあたる169人は世帯主である。これは、次男三男や未婚の女子がすでに転出（移住）してしまい、出稼ぎに出られる者が地元で農林漁業を営んでいる世帯主しかいなくなっていたことを意味している。戦前までは「百日稼ぎ」と称された3～4カ月の出稼ぎ期間も、失業保険の給付との兼ね合いで実質6カ月就労する者が多くなり、こうした季節的労働の長期化と移住は離村現象ともみられ、集団で行われれば地元集落機能の崩壊、すなわち廃村現象となる。
昭和後期の出稼ぎは、半数以上が酒蔵に出向き、なかでも伊根町では8割以上が酒蔵に出向いた。期間は秋の収穫が終わる11月から、翌年の苗代を始める4月までの間で、行先は伏見・西宮・灘・福知山など京阪神の酒蔵が多かった。
やがて、交通インフラが整ったことによる通勤圏の拡がりや、丹後地域の地場産業である丹後ちりめんの発展などにより生活手段が農業以外に求められるようになると、農閑期の生業であった出稼ぎは自然と衰退した。昭和後期の「かつて酒造出稼ぎに出ていた者で、現在は酒造出稼ぎを止めた人の理由」アンケートによると、回答者30名のうち40パーセントが機業（織物業）に、23.7パーセントが会社員など地元雇用や自営業に転職し、13.3パーセントが健康上の理由から、16.7パーセントが老齢により廃業している。

### 地域への影響

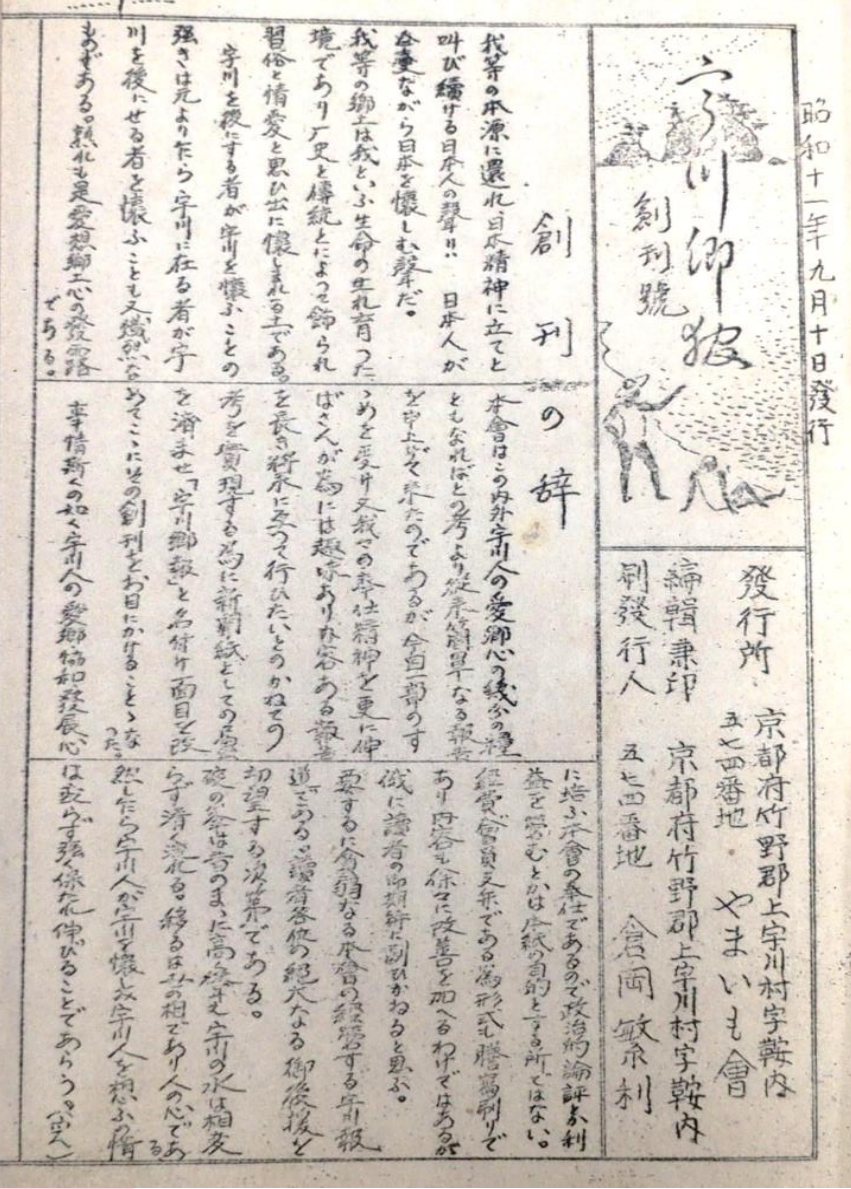
地域情報誌『宇川郷報』創刊号

宇川には「胴固め」と「冬忘れ」と呼ばれる風習がある。「胴固め」は秋に丹後杜氏らが出稼ぎに出る前に、旅路を共にする人員が揃って杜氏の家に集まり、宴会をする。「冬忘れ」は、春に出稼ぎから帰ると、やはり杜氏の家に集まって宴会をし、酒蔵での苦労を互いに労った。こうした慣習は、丹後杜氏の強固な師承関係の一端の顕われと考えられた。
また、蔵入りに旅立つ前には「酒屋呼び」と称して、親戚縁者や隣近所の人々を家に招き、ごちそうをふるまい、留守を頼んだ。京都府立大学及び京都府立大学女子短期大学が1981年（昭和56年）～1982年（昭和57年）に宇川地域の557世帯を対象に実施した「酒造出稼ぎ者の留守宅での生活」に関するアンケートでは、調査対象の79.4パーセントが困り事として除雪作業の人手不足を挙げており、ついで30.7パーセントが役場などの手続きで困ると回答している。一家の主や働き手を出稼ぎに送っている間、留守を預かる家族は秋の収穫の整理や藁仕事や春の農作業準備にあたったが、この間の生活が経済的に与える影響は少なく、丹後杜氏の出稼ぎは一家の収入源であるとともに集落の財政にも貢献したため高く評価されていた。1950年代から1960年頃には、文部省産業教育指定校となった宇川中学校に醸造部（酒造部）が設置されており、若年のうちから杜氏の養成に力が注がれていた。
出稼ぎに伴い、丹後杜氏は文化の仲立ちも果たしていた。明治大正期の比較的早い段階から、宇川は丹後地方の最奥でありながら、丹後杜氏が持ち帰った様々な地方の観葉植物が庭先に植えられ、茶道や三味線などの奢侈品や、当時田舎ではみられなかった生活道具などが残されていた。

## 先覚者
辻井喜左衛門（1831-1899）
井上村（現・京丹後市丹後町井上）出身。36歳頃と推定される鳥羽・伏見の戦いの頃にすでに杜氏職にあり、村人に酒造技術を伝授し後進の育成に務めた。辻井が誰に師事し酒造りを習得したかは、丹後杜氏の発祥ともども不明である。伏見地方への丹後杜氏の先駆けであり、丹後杜氏の始祖とされている。明治大正時代の蔵人は総じて親類縁者であったため、親子2代、3代にわたる杜氏がざらにいた。辻井喜左衛門は親子3代にわたり杜氏を輩出し、そうした繋がりにより1921年（大正10年）頃には、井上集落はわずか15戸の小村でありながら12人の杜氏を輩出した。
岡野甚蔵（1836-1876）
上野村（現・京丹後市丹後町上野）出身。南山城地方への開拓の祖とされる。下宇川地域からの酒造出稼ぎの道を拓き、数多くの杜氏を育てた。
細田和吉（1837-1888）
袖志村（現・京丹後市丹後町袖志）出身。大和地方への開拓の祖で、酒造技術にとくに秀でていた。大和の酒蔵は蔵と蔵が離れていたので、後輩杜氏の蔵を見回って指導するためには長い距離を移動する必要があったとはいえ、出稼ぎ労働者は乗り物を使えないのが通例であった時代に、つねに籠に乗って往来するほど大和で杜氏として高い名声を博した。
小倉庄助（1839-1921）
鞍内村（現・京丹後市丹後町鞍内）出身。大和地方で杜氏を務めつつ、とくに後進の育成に尽力した。鞍内集落から大和地方へは多くの者が出稼ぎに出た。
岩崎熊治郎（1915-1995）
キンシ正宗に従事した杜氏で、長く伏見杜氏組合長として活躍し、1983年（昭和58年）に「卓越技能賞」の労働大臣表彰を受けた。キンシ正宗では、岩崎の後も丹後杜氏が引き継ぎ、全国新酒鑑評会で金賞受賞するなど活躍している。1970年代には丹後杜氏組合の副組合長も務めた。

## 出身地域
江戸時代にはじまり、近年に至るまで、出身者が特定の地域に固定していることは、酒造出稼ぎの特異な実態である。出稼ぎ先の酒造所では、いくつかの集落からの出稼ぎ集団が混成して、頭領である杜氏を筆頭にひとつの集団を形成した。1981年（昭和56年）の丹後杜氏組合の資料によると、酒造出稼ぎの出身地域の分布は丹後町が61パーセント、そのうち丹後半島最北端の宇川地域から72人70.5パーセント（下宇川46人45.1パーセント、上宇川26人25.4パーセント）と大勢を占め、2位伊根町の20パーセントよりもはるかに多い。
| 地区名                                      | 人数（人） | 構成比(%) |
| ------------------------------------------- | ---------- | --------- |
| 下宇川                                      | 46         | 45.1      |
| 上宇川                                      | 26         | 25.4      |
| 竹野                                        | 8          | 7.8       |
| 豊栄(上宇川地区三山からの移住者6名を含む。) | 15         | 14.7      |
| 間人                                        | 7          | 7         |

宇川から出稼ぎに出た者達の出身集落は以下の通りであった。
上宇川地区
平、井上、中野、井谷、畑、遠下、鞍内、三山、小脇、竹久僧、此代、乗田原
下宇川地区
上野、久僧、谷内、上山、尾和、袖志、中浜
このうち、三山・小脇・竹久僧・乗田原集落は、昭和30～40年代までに全戸離村または廃村となった。
大正から昭和中期にかけて、酒蔵に赴いた幾人かの調査記録によれば、宇川では農業従事者はほぼすべて冬場は酒蔵に出向いた。多くは高等小学校を卒業した15～16歳から出稼ぎをはじめているが、なかには、農林学校を卒業した19歳から、戦地から復員した22歳からといった者もいた。酒蔵への出稼ぎは「土地の習わし」ととらえられており、現職杜氏である親族や近所の紹介を頼るか、そうした伝手のない者は丹後宿など斡旋業者を頼って酒蔵を訪ねた。
戦前には宇川に隣接する丹後町此代や伊根町からも杜氏を輩出したが、第二次世界大戦後の杜氏はほぼ宇川出身者のみとなった。その他の地域からは、杜氏は絶えたものの蔵人として出稼ぎに出る者はおり、丹後町東部の竹野、豊栄、間人地区や網野町嶋津からも少数ながら蔵人が出ている。
蔵人総体の出身地の推移をみると、1953年～1972年の20年間に、丹後杜氏発祥の地である上宇川地区を含めた宇川全域からの出身者は約50パーセント減少した。ただし、宇川でも伊根よりの下宇川地区と、伊根町筒川や朝妻では増加傾向があり、出稼ぎ労働者の供給源が東寄りに拡散する傾向がみられた。

## 出稼ぎの旅路

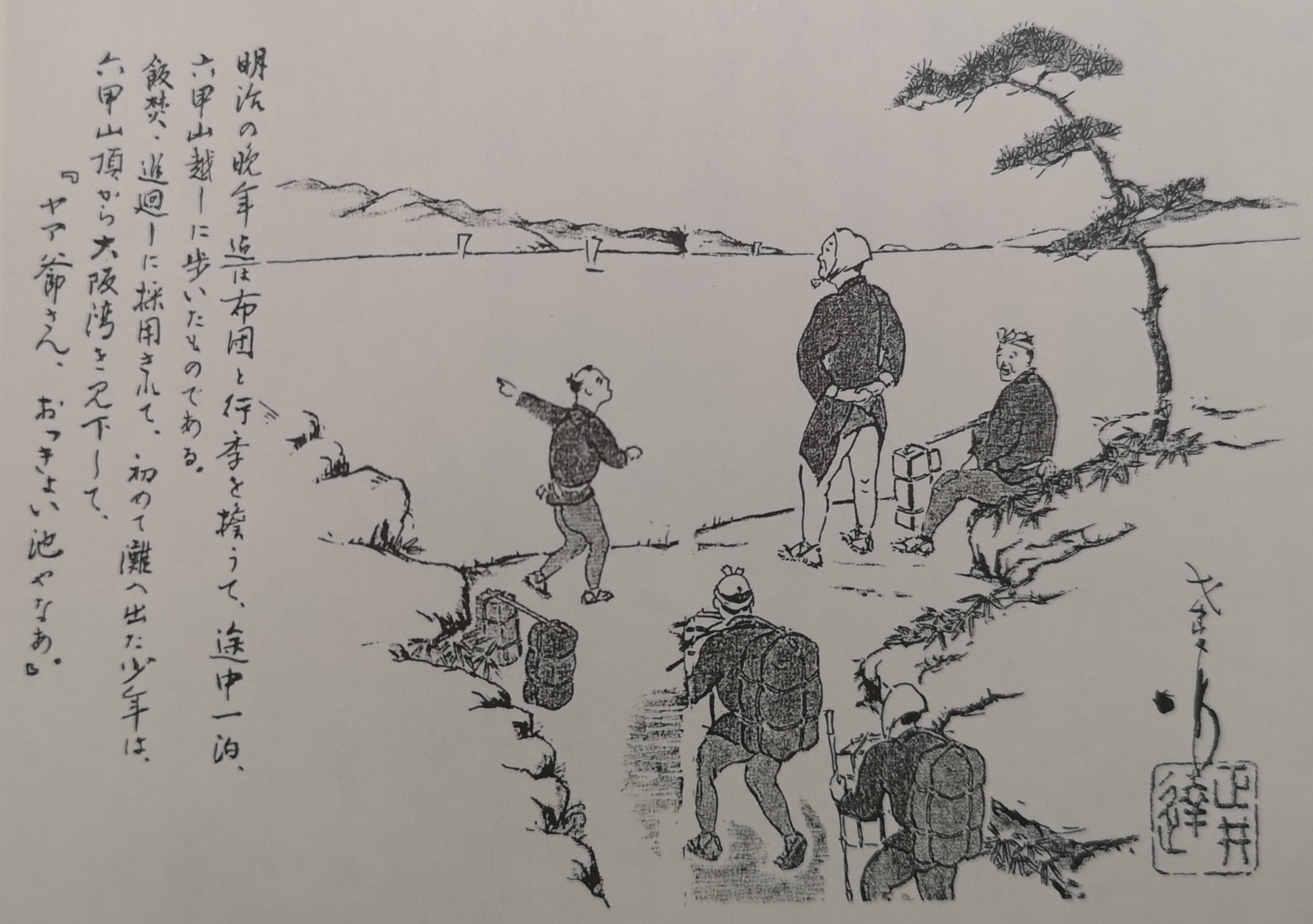
『丹波杜氏』（1957年）に描かれた出稼ぎの旅の様子

### 旅程
鉄道が敷設される明治時代末期までの出稼ぎの旅路はすべて徒歩によるもので、京街道 を京都までおよそ144キロメートル（36里）を4日間、奈良・大和まではさらに1日を要した。およそ半年分の身の回り品すべてを背負っての旅は楽ではなく、旅路では気晴らしに初めて同道する若者に余興に芸をやらせて笑いに興じた。出稼ぎ道中の逸話では、馴染みの茶屋で休む時は杜氏が蔵人の分も茶代を負担し、茶屋の夫人が不在でも茶代を置いていく律儀な出稼ぎ者の性格や、通りすがりの村の若者に言いがかりをつけられ、大岩を持ち上げて見せて撃退した力自慢の「丹後の仙太郎（丹後仙）」などの逸話が残されている。1日目は加悦に宿をとり、2日目は三俣に常宿があったが不慣れな者は足を引き摺る頃のため旅程を短縮することもあった。3日目は八木か亀岡に泊まったが、疲労度や天候によっては園部に宿をとった。この頃には但馬から女中奉公に出る娘と行き合うこともあり、道中の楽しみのひとつであったという。
1901年（明治34年）に山陰線の園部－京都間で汽車が開通したことにより、旅程は3日間に短縮された。鉄路の開通に伴い、やがて旅のルートは伊根から宮津・宮津から舞鶴まで船に乗り、舞鶴で1泊後、京都・奈良まで汽車旅となった。

### 就労先と丹後宿
丹後杜氏の就労先には、主流とみられる地盤が3つあった。井上村・平村・上野村・久僧村などの出身者を中心とした伏見組がもっとも多く、他に鞍内村出身者を中心とした奥大和組、尾和村・袖志村出身者を中心とした口大和組で、いずれも奈良・伏見地方である。
江戸時代の出稼ぎ労働には、「口入屋」や「宿」等と呼ばれた世話役の職業があり、労働者の雇用に独占的な権利を持っていた。宿の組合にあたる「宿仲間」が納める冥加金を目的に、幕府が保護していた権利である。酒造りに参じた出稼ぎ労働者は、こうした供給宿に一度足を止めてから、各々の酒蔵に行き着いた。宿で就職する酒蔵が見つからなかった者は、近郊の農家で農耕に従事したり、町芝居の端役に雇われ舞台に立つこともあった。
こうした宿は全国にあったとみられるが、伏見には1778年（安永7年）の時点で新町十二丁目の「丹後屋源四郎」や上坂橋町「丹後屋茂左衛門」などの6軒が、丹後方面から来る者が多かったことにより「丹後宿仲間」とも呼ばれた。宿は酒蔵に対しては労働者の供給源であると同時に、出稼ぎ者の身元引受人でもあり、賃金など雇用条件の交渉も宿仲間が担った。その権力は絶大で、宿仲間の利益を維持するために結託して極端な取締りや労働強化を図った例もあった。
宿仲間の権勢は明治維新後もしばらく続いたが、明治期の諸制度の変革とともに酒蔵は宿を経由せず直接労働者を雇い入れることが可能となり、やがて消滅した。

### 出稼ぎの土産

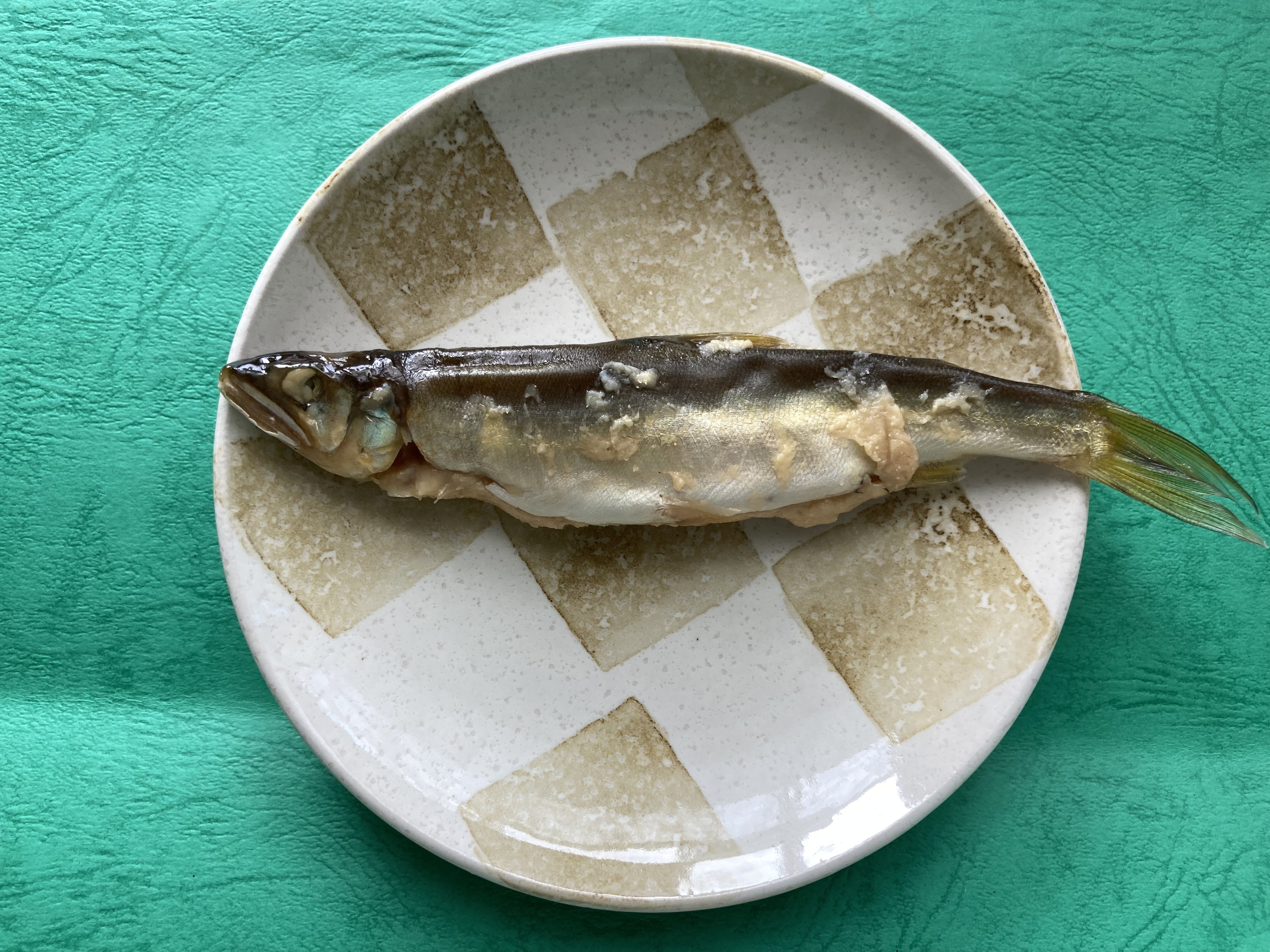
宇川アユのかす漬け

「百日稼ぎ」を終えて帰郷する際、酒蔵は土産に酒や酒粕を持ち帰らせる習慣があった。宇川では、この持ち帰った酒粕で宇川のアユを漬け、翌冬の出稼ぎで酒蔵への土産として持参したことから、郷土料理として「アユのかす漬け」がうまれた。地名の由来である河川の宇川は、天然遡上アユの生息地として世界的に知られた豊穣の川であったことによる。1964年（昭和39年）年頃には上宇川漁業協同組合が「宇川名産」としてアユの粕漬けの製造販売をしており、丹後杜氏の出稼ぎ文化は特産品とも位置付けられていた。その後、丹後杜氏の減少とともにアユの粕漬けも廃れるが、2015年～2018年頃には地産地消の食文化を尊重する宇川加工所において「アユのかす漬け」復活を試みた事例が残されている。

## 蔵人のくらしと酒造り唄

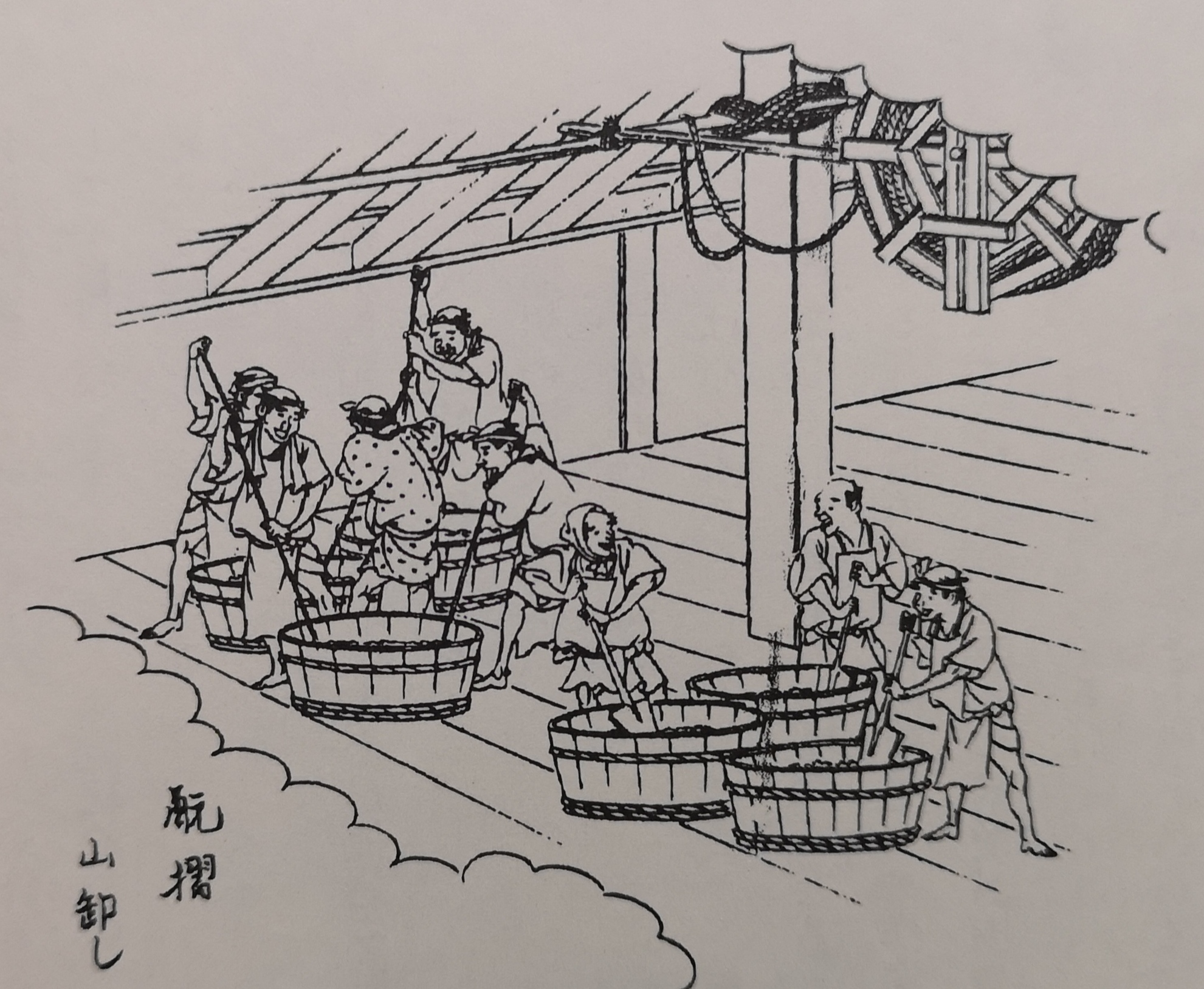
『日本酒造り唄集』（1935年）に描かれた「酛櫂き」の様子

### 大正期以前
大正時代頃までの酒蔵の暮らしは、いわゆる朝・昼・晩の時間感覚とは異なっていた。ある酒蔵の1日を例に挙げると、次の通りである。
- 0時30分 起床し、それぞれの持ち場で作業開始。全員での蒸し米取りまで行う。
- 5時00分 朝食。食後直ちに蒸米取り後の整理を行い、約2時間の就寝時間をとる。この就寝時間は「ズル」と呼んだ[54]。
- 7時30分 起床し、仕込み作業を開始。30分の作業後、15分の小休みの間に頭領から当日の作業日程について指示を受ける。
- 10時00分 30分休憩。この休憩時間は「四ツタバコ」と呼んだ。元気づけとして酒を飲むこともあった。休憩後、作業を再開。
- 11時30分から12時 昼食後、14時までの約2時間の就寝時間をとる。
- 14時から90分作業し30分休む、を、繰り返す。
- 17時30分頃に作業を終えたものから風呂に入る。
- 18時30分 夕食。酒は1人1合、1日2合が配給された。
- 20時 就寝
- 22時 起床。室作業と身辺の整理整頓を終えたら、自由時間となる。

なお、酒蔵によって起床時間は午前2時などの些細な差異はあるが、昼も夜もない暮らしのサイクルに酒造りがあった長時間労働の実態に大差はない。1日の終わりから翌日の作業開始までの間の夜間、およそ2時間おきに起きて30分ほどの作業をすることは「あい起き」と呼ばれた。
「あい起き」は生酛を育成するための約30日間、こまめに酛に櫂を入れ、発酵中の酒母の温度を調整するために必要な作業だった。また、醪づくりの工程においても、アルコール生成に伴う炭酸ガスで酒が樽から溢れないようにする泡消しのため、昼夜問わず2～3時間起きの作業があった。
こうした過酷な労働環境のなかで、故郷に思いを馳せ自らを慰める唄は、各地で郷土の民謡をベースに自然発生的に生まれ、伝統や地方の風土、往時の人々の心情を情緒的に表している。酒蔵の作業はすべて唄に支配され、作業や時刻ごとに歌詞や歌曲も異なり、総じて「酒造り唄」と呼ばれる。

### 昭和期
太平洋戦争後まもなくに伏見の酒蔵に赴いた者の回顧録によれば、酒蔵は朝が早く、機械化される以前は不規則な務めが多く、立合事務ともなれば毎日税務署員が出張してくるため心休まる時もなく、規律ある軍隊生活より嫌だったという。
様々な工程の機械化によって、過酷な労働環境はだいぶ緩和され、1990年代に記録されたある酒蔵の1日を例に挙げると、次の通りである。
- 5時50分 起床
- 6時00分 作業開始（蒸米や麹の準備など、各々の持ち場における役割）
- 6時45分頃 各自、作業準備ができた者から朝食を摂る。
- 7時45分頃 蒸米が蒸しあがり、各持ち場において仕込み作業開始。
- 11時40分頃 昼食
- 13時 作業再開
- 17時 夕食
- 18時30分から約15分の仕舞い仕事をし、終業する。役付き従業員には残務がある。

## 丹後杜氏組合

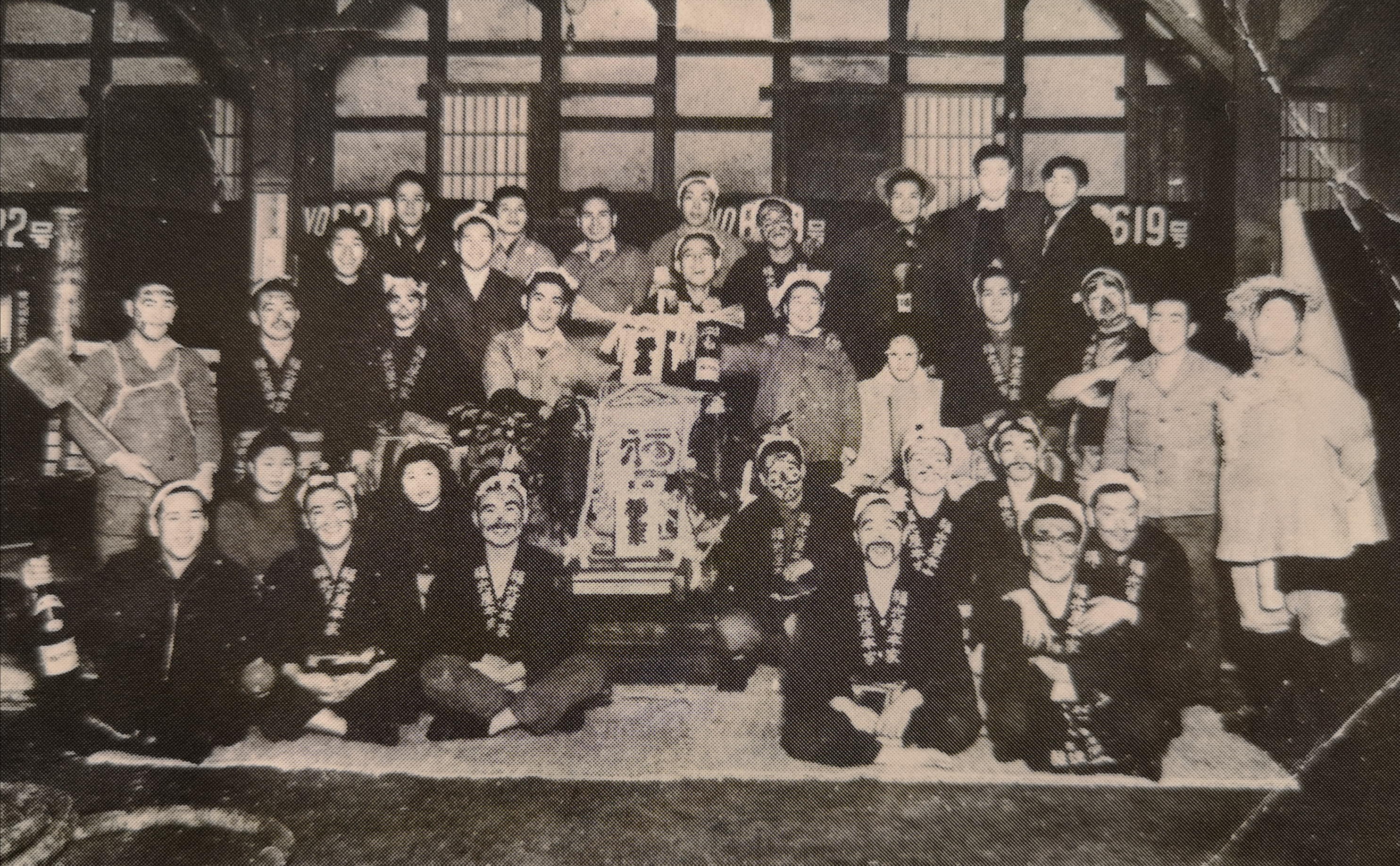
1950年（昭和25年）福光屋での宇川杜氏節分祭

丹後杜氏組合は、1909年（明治42年）に「宇川杜氏成徳会」として、徳操の涵養と技能の修養に務めてその名声を発揚することを目的に発足した。発足と同時に第1回酒造講習会を開催し、以後、毎年のように杜氏や酒蔵従業員の研修を目的に講習会を開催したり、自醸酒競技会や鑑評会で成績優良者の表彰を行った。当初の組合長は峰山税務署長が務め、副会長を上宇川村と下宇川村の村長が担った。襟度を保つべく『宇川酒造組合従業員心得』と題した従業員手帳を作成し、1909年（明治42年）9月には宇川で開催した杜氏講習会の講和記録を『杜氏ノ心得』と題して発刊した。また、伏見酒造組合でも蔵人取締規定を作成して組合員に通知しており、これは、多くの従業員が伏見に赴いていた宇川杜氏組合の従業員にも適用された。
当初の名称は、宇川出身の出稼ぎ労働者が丹後杜氏の大多数を占めていたことによるが、少数ながら丹後地方の他の地域出身者からも杜氏を輩出したことに配慮し、1923年（大正12年）4月と1940年（昭和15年）9月の改正を経て、「丹後杜氏組合」と改称した。1970年代には丹後町長の蒲田保が組合長を務め、組合員238名のうち、宇川地域以外の出身者は宇川と隣接する丹後町此代から4名、伊根町大原から7名がいた。
20世紀後半、丹後杜氏組合は職人の高齢化と農業離れによる後継者不足から、大きな転換期を迎えた。1991年（平成3年）度には、丹後杜氏組合員数は、杜氏7名・蔵人64名の計71名まで数を減らし、組合は2005年（平成17年）に解散した。最後の丹後杜氏組合長は、丹後町三山出身の増田修で、解散時の組合員は杜氏が1人か2人で、他に数人の蔵人のみとなっていた。

## 丹後地方の酒造り

### 伝承にみる古代の酒造り

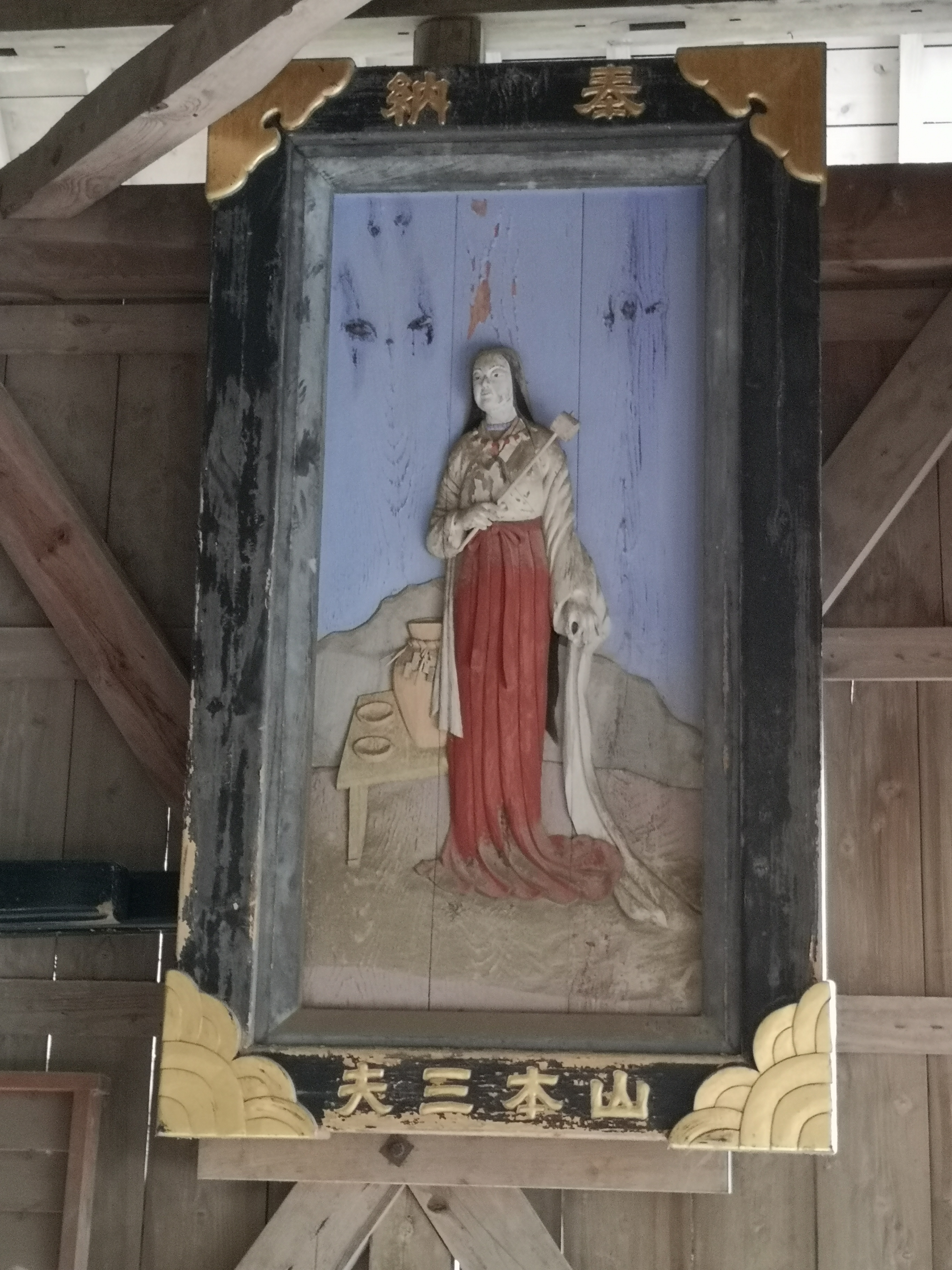
多久神社に奉納された「豊受大神」の絵馬

羽衣天女と豊受大神
丹後地方における酒造りの歴史は、『丹後国風土記逸文』にみえる羽衣伝説にはじまる。8人の天女が丹後国丹波郡比治里の比治山の山頂にある真奈井で沐浴中に、老夫婦が1人分の天女の衣を隠してしまう。衣を無くし、天に戻れなくなった天女はやむを得ず老夫婦の養女となり、そのもとで酒造りに従事する。
この酒は口噛み酒で、「一杯飲めば吉く万の病除ゆ」と伝えられる。天女が造った酒を売って富豪となった老夫婦はやがて天女を家から追放する。天に還る手段も無くし、地上に頼る人もいない天女は困り果てて丹波郡内を放浪し、竹野郡舟木里奈具村（現在の京丹後市弥栄町）で温かく迎えられる。安住の地をみつけた天女は村に留まり、奈具社の豊宇賀能売命となった。豊受大神ともよばれ、五穀豊穣をうみ、美酒を醸む神として、やがて丹後地方全域で広く祀られることとなる女神である。
その数は竹野郡だけで14社に及び、なかでも峰山町丹波の多久神社、荒山の波弥神社、内記の名木神社では、明治期以前には「天酒大明神」と呼ばれ、「天酒さん」と親しまれた。
この比治山天女伝説に基づいた豊受大神信仰は、天女が老夫婦に放逐され、奈具に辿り着くまでに放浪した地を中心に竹野川流域に拡がり、竹野川は別名を「天酒川（あまさかがわ）」とも称された。
豊受大神は平安時代の初期、雄略天皇22年9月に伊勢に迎えられ、伊勢神宮外宮となっている。
徐福伝説
伊根町新井崎に伝わる伝承では、秦の皇帝から不老長寿の妙薬を求められた徐福にまつわる逸話のなかに、クコ酒が登場する。徐福伝説は全国にあるが、新井崎ではクコの木の実、九節の菖蒲、黒茎のヨモギが徐福の探し求めた妙薬であると伝え、とくにクコの実から酒を造った。米の酒よりも古い時代の酒造りが行われていたことを伝えるものと考えられる。
このほか、丹後地方の酒は、近世初頭に成立したとみられる『御伽草子』に登場する「酒呑童子伝説」や、南北朝時代に成立した絵巻物『慕帰絵詞』や『浦島明神縁起』にも描かれている。

### 絵馬にみる近世の酒造り

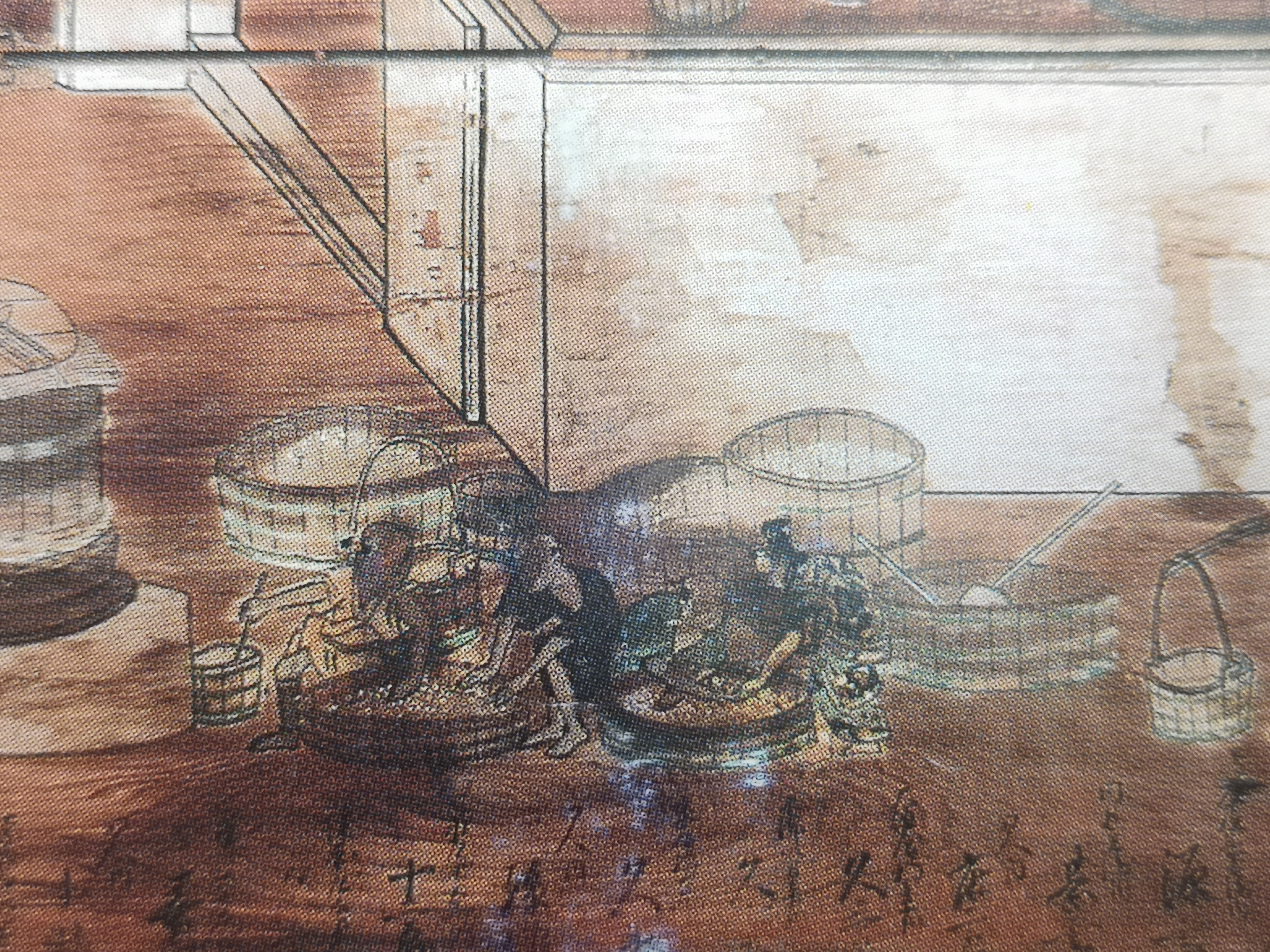
1669年（寛文9年）の絵馬に描かれた酒造り工程における米洗いの様子。右側に女性が描かれている。

智恩寺（宮津市）に奉納されて残る絵馬に、1669年（寛文9年）の「酒造り絵馬」がある。宮津の25名が商売繁盛を祈願したもので、精米から酒搾りまでの6工程が描かれている。特徴的なのは、米洗いや麹造りの工程で、女性が共に立ち働いている様子が描かれている点にある。
長期間の閉鎖空間での労働を要する酒造の場では、女性がいると男の腕が鈍るとして室町時代頃より女人禁制とする慣習がうまれたが、江戸時代初期の丹後地方においてはそうした禁忌がなかったことがうかがわれる。

### 21世紀の丹後地方の酒造会社
京丹後市
- 熊野酒造（久美浜町久美浜）- 前身は1918年（大正7年）創業の「亀屋」[76]。1944年（昭和19年）に、熊野郡(久美浜町)にあった酒蔵の柿本（十楽）、稲葉（仲町）、西垣（仲町）、木下（甲山）、飯室（畑）の5軒が統合して熊野酒造として創業した。代表銘柄は「久美の浦」。
- 木下酒造（久美浜町甲山）- 1842年（天保13年）創業。南部杜氏系のイギリス人フィリップ・ハーパーが杜氏を務める。代表銘柄は「玉川」。
- 永雄酒造（丹後町中浜） - 1819年（文政2年）創業。代表銘柄は「旭桜」。2003年（平成15年）休造、2019年（平成31年）企業買収により兵庫県新温泉町へ移転。文太郎に社名変更[77][78]。
- 吉岡酒造場（弥栄町溝谷） - 1789年（寛政元年）創業。仕込みの金剛童子山の伏流水の硬水を使用する[76]。代表銘柄は「吉野山」。
- 竹野酒造（弥栄町溝谷） - 1947年（昭和22年）に、竹野郡にあった酒蔵の岡田（平）、畑中（中浜）、坂根（竹野）、行待（溝谷）の5軒が統合して創業した。代表銘柄は「弥栄鶴」。
- 峰山酒造 1943年（昭和18年）に、中郡にあった酒蔵の滝野（河辺）、矢谷（新町）、荻野（新山）、高田（泉）の4軒が統合して峰山町泉に創業し、2013年（平成25年）に廃業した。代表銘柄は「麗峰」であった。その後、2016年（平成28年）に竹野酒造ら5社の酒造会社の代表者個人が出資し、芋焼酎醸造を行う丹後蔵として再生した。代表銘柄は「いもたん」や、伏流水をひく金刀比羅神社の山に鎮座する狛猫にちなみ、猫をモチーフとしたラベルの「いもにゃん」。
- 白杉酒造（大宮町周枳） 1777年（安永6年）創業。代表銘柄は「白木久」。酒米ではなく、飯米を100パーセント使用した酒造りを行う[76]。
- 大同酒造（大宮町奥大野） - 1836年（天保8年）創業。代表銘柄は「若竹」[76]。2018年（平成30年）解散[79]、元社長は丹後蔵の社長に就任。

与謝郡

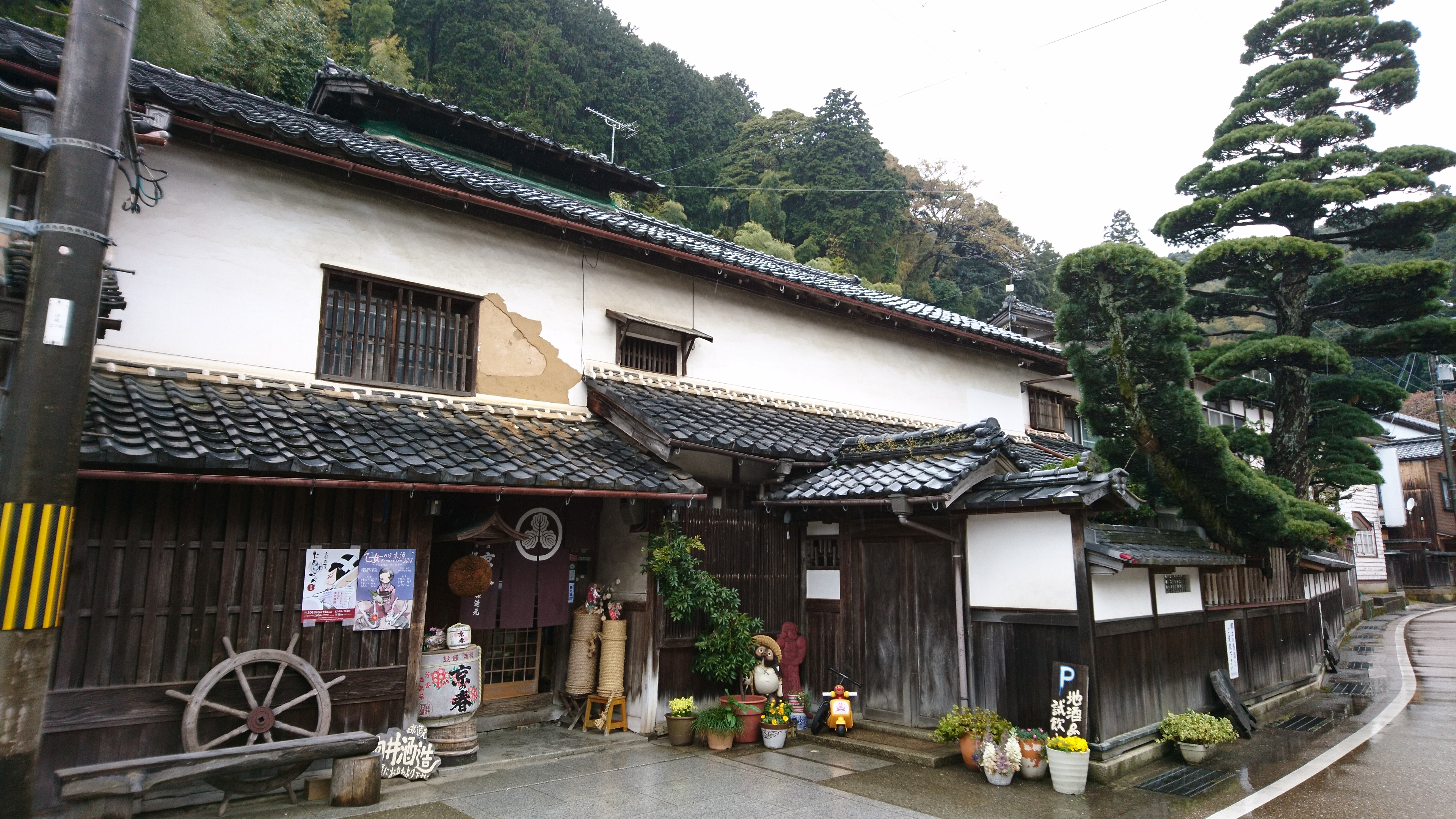
向井酒造

- 細井酒造（加悦町加悦奥） - 1881年（明治14年）創業。代表銘柄は「京自慢」[76]。2012～2014年廃業[80]。
- 与謝娘酒造（加悦町与謝） - 1887年（明治20年）創業。代表銘柄は「よさ娘」。大江山の伏流水を仕込みに使用する。新酒開発に積極的に取り組み30種以上の銘柄をそろえる[76]。
- 谷口酒造（加悦町与謝） - 1871年（明治4年）創業。代表銘柄は「芝の井」。2019年度の日本酒品評会「ミラノ酒チャレンジ（イタリア酒ソムリエ協会主催）」にて金賞を受賞[76]。
- 向井酒造（伊根町平田） - 1754年（宝暦4年）創業。代表銘柄は「京の春」。女性杜氏の向井久仁子が開発した古代米（赤米）を醸造する「伊根満開」は透き通る赤色が慶事に好まれ、2007年（平成19年）には皇室に献上され、元駐日大使のキャロライン・ケネディが「レッド・ワイン」と呼んで買い求めた[81]。

宮津市
- ハクレイ酒造（宮津市由良） - 1832年（天保3年）創業。代表銘柄は「白嶺」「酒呑童子」、「香田」の3種。酒蔵見学を行い、テーマパークのようと評される[76]。

舞鶴市
- 池田酒造（舞鶴市中山） - 1868年（明治元年）創業。代表銘柄は「池雲」。由良川の伏流水と米、麹のみで酒造りを行う[76]。

以上、出典は『丹後杜氏誌』。
その他 特徴ある関連企業

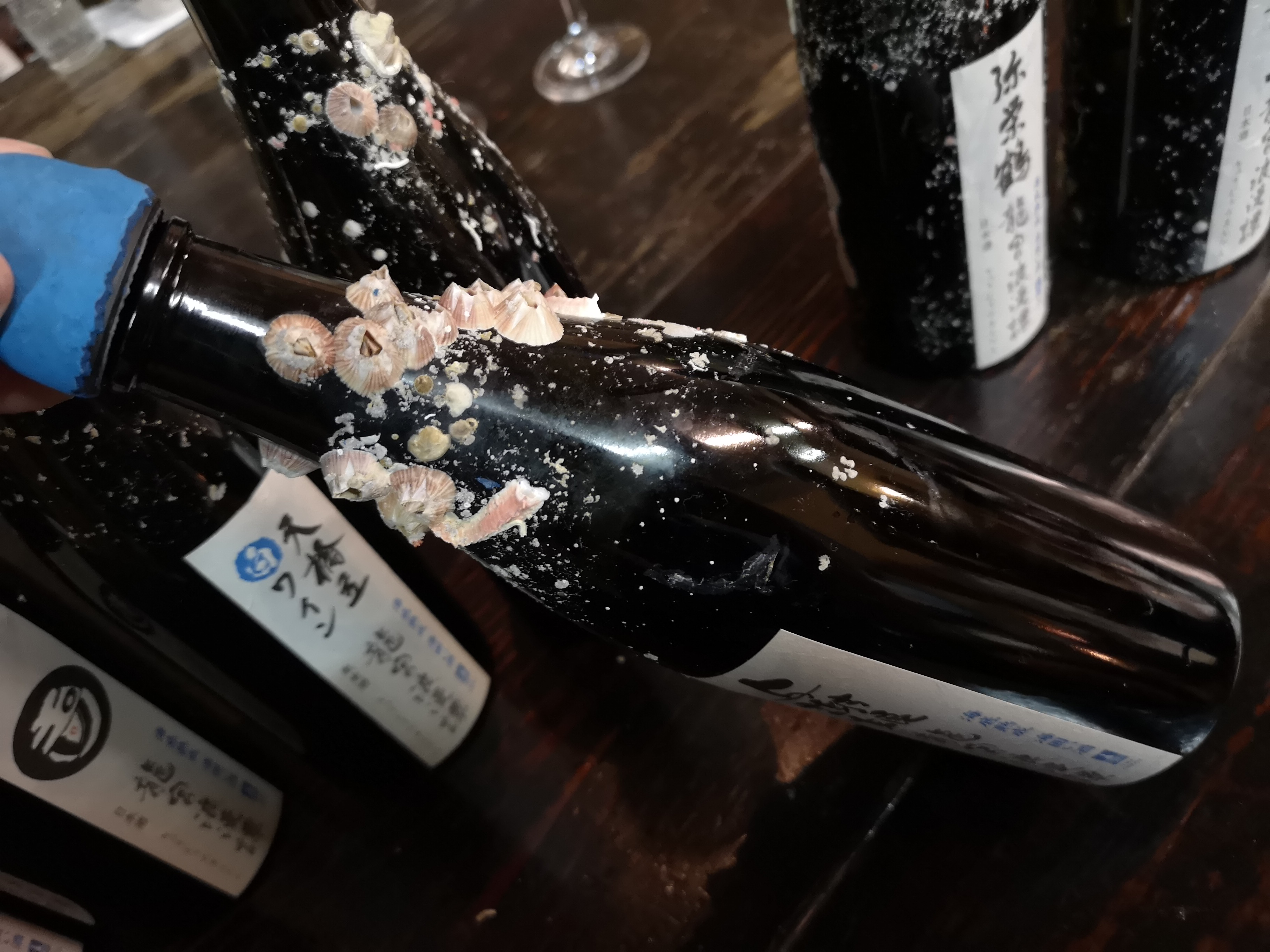
龍宮浪漫譚

- 京都丹後ええもんや本舗松栄屋（網野町木津）-代表：橋本幸憲。琴引浜の海底27メートルで熟成させる「龍宮浪漫譚」や、米酒交換制度を復活させた「米人」、丹後酒フェスなど、丹後地方の複数の酒蔵との協働プロジェクトを多数企画する酒販店[83][84][85]。
- 丹後岩木ファーム（丹後町岩木） - 2008年（平成20年）創業の企業。生産するコシヒカリを朝来市の老舗企業が醸造した米焼酎「水魚乃交」は、全国のホテルオークラグループで採用されるなど、高い評価を受ける[86][87]。
- 道の駅丹後王国「食のみやこ」（弥栄町） 1998年（平成10年）に「丹後あじわいの郷」として開園以来、地ビールを製造する。2012年（平成24年）に開発した麦芽を燻製するスモークビールは日本地ビール協会のコンテストで金賞となった[88]。
- 京都与謝野酒造（与謝野町与謝）- 2018年（平成30年）創業。2015年（平成27年）に西日本で初となるホップ栽培を手掛け、未乾燥の「与謝野ホップ」による地ビールの生産販売を行う[89]。これを受けて与謝野町はクラフトビールでの地域振興をめざし、国にビール醸造に関する規制を緩和する特区の申請を行った[90]。